# Хумболтов универзитет у Берлину
Хумболтов универзитет у Берлину (лат. Alma Universitas Humboldtiana Berolinensis) је најстарији универзитет у Берлину и једна од најпрестижнијих немачких високошколских институција. Основан је 1810. године као Берлински универзитет, званично Универзитет Фридрих-Вилхелм у Берлину, од стране либералног пруског реформатора школства Вилхелма фон Хумболта и његов школски и истраживачки модел је утицао на многе европске и америчке универзитете. Овај универзитет носи име свог оснивача од 1949. године. У бивше студенте и професоре убрајају се неке од највећих личности светске историје, науке и уметности, укључујући првог канцелара и ујединитеља Немачке Ота фон Бизмарка, физичаре Алберта Ајнштајна и Макса Планка, филозофе Георга Вилхелма Фридриха Хегела, Карла Маркса, Фридриха Енгелса и Артура Шопенхауера, једног од оснивача социологије Макса Вебера, књижевнике Хајнриха Хајнеа и браћу Грим, композитора Феликса Менделсона, историчаре Леополда фон Ранкеа и Теодора Момзена, правног теоретичара Карла Шмита, дипломату и творца америчке хладноратовске стратегије Џорџа Кенана, проналазача узрочника туберкулозе и антракса Роберта Коха и многе друге. Хегел је вршио дужност једног од првих ректора универзитета. Данас овај универзитет и званично носи назив елитног уиверзитета, као и остали из групе једанаест институција изабраних од стране немачке владе у оквиру пројекта ”Exzellenzinitiative”.

## Историја
Први семестар на новооснованом универзитету протекао је 1810. године са 256 студената и 52 предавача на факултету права, лекара, као и теологије и филозофије. Током два века овим универзитетом је прошао цео ред великих немачких мислилаца и Хумболтов универзитет је свету дао укупно 29 носилаца Нобелове награде. Након Другог светског рата и поделе Берлина, поделу је претрпео и универзитет, од кога се одвојио један део студената и професора и основао Слободни универзитет у Берлину. Заједно са обижњим Универзитетом у Потсдаму, као и бројним истраживачким институцијама, ове две институције чине Берлин једним од најзначајнијих високошколских и научноистраживачких центара на свету.

## Проширење
Уз снажно утврђивање традиционалних предмета попут природословља, права, филозофије, историје, теологије и медицине, Берлински универзитет се развио како би обухватио бројне нове научне дисциплине. Александар фон Хумболт, брат оснивача Вилијама, промовисао је ново учење. Конструкцијом модерних истраживачких објеката у другој половини 19. века започело је поучавање природних наука. Славни истраживачи попут хемичара Августа Вилхелма Хофмана, физичара Хермана фон Хелмхолц, математичара Ернста Едуарда Кумера, Леополда Кронекера, Карла Вајерштраса, физичара Јоханеса Петера Милера, Албрехт фон Графе, Рудолфа Вирхова и Роберта Коха, допринели су научној слави Берлинског универзитета.
Током овог периода проширења Берлински се универзитет поступно ширио како би инкорпорирао друге претходно одвојене факултете у Берлину. Пример тога били су Шарите, Пепиниере и Колегијум медико-кирургикум. Краљ Фридрих  изградио је 1717. године карантинску кућу за борбу против куге на градским вратима коју је 1727. поново благословио „краљ војник” Фридрих Вилхелм : „Es soll das Haus die Charité” (Ово је кућа милосрђа). То је место до 1829. постало медицински кампус Берлинског универзитета, те је остало тако до 1927. када је конструисана нова модерна Универзитетска болница.
Берлински универзитет утемељио је 1810. збирку националне историје која је до 1889. захтевала засебну зграду која је касније постала Природњачки музеј. Већ постојећа школа Тиерарзнеј основана 1790. године и апсорбована у универзитет, и формирала је 1934. године базу за Ветеринарски факултет (Grundstock der Veterinärmedizinischen Fakultät). Висока пољопривредна школа (Landwirtschaftliche Hochschule Berlin) основана 1881. придружена је Пољопривредном факултету универзитета.

## Трећи рајх
Након 1933. сви су немачки универзитети трансформирани у нацистичке образовне институције. Управо је из библиотеке Хумболдтовог универзитета узето отприлике 20.000 књига које су писали „дегенеративни” и противници режима како би биле спаљене 10. маја исте године на Опернплацу (сада Бебелплацу) током демонстрација под заштитом СА приликом које је свој говор одржао и Јозеф Гебелс. Споменик на тај догађај данас се налази у центру трга и састоји се од стаклене плоче, која се отвара на подземну белу просторију с празним полицама за 20.000 свезака, и плоче која носи епиграф из дела Хајнриха Хајнеа из 1820. године: „Das war ein Vorspiel nur, dort wo man Bücher verbrennt, verbrennt man am Ende auch Menschen” („Ово је била само предигра. Где год нетко спаљује књиге, на крају ће спаљивати и људе.”).
Законом о повратку професионалне цивилне службе (немачки „Gesetzes zur Wiederherstellung des Berufsbeamtentums”) током 1933/1934 отпуштено је 250 жидовских професора и запосленика, а бројни докторати су повучени. Студенти и наставници те политички противници нацизма избачени су са универзитета и често депортирани. Током тог времена нацисти су отпустили готово једну трећину свог особља.

## Поновно отварање
Совјетска војна управа у Немачкој (SMAD) наредила је (Befehl-Nr. 4) отварање универзитета у јануару 1946. SMAD је желео да редизајнира Берлински универзитет према совјетском моделу, али ипак су инсистирали на „отварању”, а не на „поновном отварању” због политичких разлога. Председник Немачке централне управе за национално образовање (DZVV) Пол Вандел у свом обраћању 29. јануара 1946. на церемонији отварања изјавио је: „Говорим о новом отварању, не о поновном отварању универзитета. […] Берлински универзитет мора заправо у потпуности бити наново започет. Они имају слику о старом универзитету који би требало да настави с радом. Оно што је остало од њега је један остатак биљке.” Поучавање је ограничено на седам одела који су деловали у поново отвореним, ратом оштећеним зградама, а многи предавачи били су мртви или нестали. До зимског семестра 1946. поново је отворен Факултет економских и образовних наука.
Током тог времена на универзитету је покренут један од многих радничко-сељачких факултета (немачки Arbeiter-und-Bauern-Fakultät) који је био образовни програм намењен младим људима политички или расно прогоњеним с преддипломских студија за време нацистичке Немачке. Овај програм је постојао на Берлинском универзитету све до 1962.

## Поделе универзитета
Сукоб Истока и Запада у послератној Немачкој довео је до растућег комунистичког утицаја на универзитету. Како је тај утицај био контроверзан, изазвао је снажне протесте у студентском телу и на факултету. Совјетска тајна полиција НКВД спровела је хапшења у марту 1947. као одговор на протесте. Совјетски војни суд у Берлин-Лихтенбергу пресудио је да су студенти били уплетени у формацију „покрета отпора на Универзитета у Берлину” као и да су криви за шпијунажу, те су осуђени на 25 година присилног рада. Од 1945. до 1948. ухапшено је и приведено 18 других студената и професора, многи се нису вратили недељама док су неки одведени у Совјетски Савез и погубљени.
У прољеће 1948. након што је повучено неколико универзитетских студената с неправилностима приликом пријема, опозиција је захтевала Слободни универзитет. Студенти, уз посебну потпору Американаца, новине Der Tagesspiegel и градоначелник Ернст Реутер основали су Слободни универзитет у Берлину у Дахлему (делу америчког сектора). Овај је универзитет био близак студентској мисли о томе какви су били оснивачки идеали слободе поучавања и истраживања. Уз латински мото „Veritas - Iustitia - Libertas” (истина, правда, слобода) идеолошка удаљеност од старог комунистички доминираног Универзитета у Берлину симултано је изражена са стилистичком публикацијом (с Берлином као бакљом слободе) ради памћења њихове традиције. Деценијама дуга подела града на Источни и Западни Берлин коначно је трајно цементирала поделу на два независна универзитета.

## Источна Немачка
Године 1946. универзитет је поново отворен. Совјетска администрација убрзо је преузела надзор над универзитетом отпремивши све студенте који се нису приклонили комунистичкој идеологији. Реакција на то збила се 1948. када је основано Слободан универзитет у Берлину у западном делу града. Комунистичка партија натерала је 1949. године универзитет да промени свој назив. Све до пада источнонемачког режима 1989. године Хумболдтов универзитет остао је под тесним идеолошким надзором Јединствене социјалистичке партије Немачке или SED-а која је, ригорозном селекцијом студената према њиховој приклоности партијској линији, осигурала да се не појави ниједна демократска опозиција на универзитетским кампусима. Комунистички изабрани студенти и наставници нису учествовали у било којем ступњу у источнонемачком демократском покрету за људска права 1989, те су изабрали контроверзног члана SED-а и бившег Штазијевог шпијуна Хајнриха Финка као директора универзитета крајем 1990. године.

## Данас
Након уједињења Источне и Западне Немачке универзитет је доживео радикално реструктурирање те су сви професори морали поново да приступе конкурсу за своје професуре. Особље је увелико замењено западнонемачким професорима међу којима су били реномирани научници попут историчара уметности Хорста Бредекампа и историчара Хајнриха Августа Винклера. Данас је Хумболдтов универзитет државни универзитет с великим бројем студената (37.145 у 2003. години, а међу њима више од 4.662 страних студената) обликован према моделу западнонемачких универзитета и попут свог двојника Слободног универзитета у Берлину.
Главна зграда универзитета налази се у центру Берлина на булевару Унтер ден Линден. Зграда је подигнута по заповести краља Фридриха  који је то учинио за свог млађег брата принца Хенрика од Пруске. Већина института смештена је у центру око главне зграде осим природословних института који се налазе у Адлершофу на југу Берлина. Универзитет наставља да служи немачком друштву.

## Библиотека
Једном када се Краљевска библиотека показала недовољном, отворена је нова библиотека 1831. која је у почетку била смештена на неколико привремених локација. У раздобљу од 1871. до 1874. изграђена је нова зграда библиотеке према дизајну архитекта Пола Емануела Спикера. Године 1910. збирка је пресељена у зграду Берлинске државне библиотеке. Током Вајмарског периода библиотека је садржавала 831.934 књига (1930) те је стога била једна од водећих универзитетских библиотека у Немачкој у то време. Током нацистичког спаљивања књига 1933. није спаљена ни једна књига из универзитетске библиотеке. Губитак током Другог светског рата је такође био релативно незнатан. Стога се библиотечка збирка показала врло хомогеном чак и данас. Године 2003. књиге из подручја природословља исељене су и премештене у новоосновану библиотеку на кампусу Адлершоф, која је у потпуности посвећена природним наукама. Будући да су објекти Државне библиотеке морали бити ослобођени 2005. планира се изградња нове зграде библиотеке поред главне зграде у центру Берлина. Здање „Јакоб и Вилхелм Грим-Центрум” је довршено 2009. године. Универзитетска библиотека поседује преко 6,5 милијуна књига и 9000 часописа и новина, те је једна од највећих универзитетских библиотека у Немачкој. Поређења ради, библиотека Елемра Холмса Бобста на Универзитету у Њујорку садржи приближно 4,5 милона књига.